# Мин Аунг Хлајнг
Мин Аунг Хлајнг (бурмански: မငးအောငလင; рођен 3. јула 1956) је бурмански генерал који влада Мјанмаром као председавајући Савета државне управе (САЦ) од заузимања власт у фебруарском државном удару 2021. Додатно је себе именовао за премијера Мјанмара у августу 2021. Он је предводио Татмадав (оружане снаге Мјанмара), независну грану владе, као врховног команданта служби одбране од марта 2011, када је изабран да успе дугогодишњи војни владар, виши генерал Тан Шве, који је пренео вођство над земљом на цивилну владу након пензионисања. Пре него што је преузео вођство над Татмадавом, Мин Аунг Хлајнг је служио као заједнички начелник штаба од 2010. до 2011. године.
Рођен у Давеју (раније Тавеј), Минбу, Бурма (сада Мјанмар), Мин Аунг Хлајнг је студирао право на Универзитету уметности и науке у Рангуну пре него што се придружио војсци. Уздигавши се кроз њене редове, постао је виши генерал (генерал са пет звездица) до 2013. године. Током периода цивилне владавине од 2011. до 2021. године, Мин Аунг Хлајнг је радио на томе да обезбеди сталну улогу војске у политици и спречио је функционисање војске. мировни процес са етничким наоружаним групама. Мисија Уједињених нација за утврђивање чињеница открила је да је он намерно починио геноцид над Рохињама. Одржавао је супротстављени однос са демократски изабраном државном саветницом Аунг Сан Су Ћи, иако га је она бранила од оптужби за геноцид.
Мин Аунг Хлајнг је неосновано тврдио о широко распрострањеним нерегуларностима гласања и изборној превари на општим изборима у Мјанмару 2020. године, на којима је Национална лига за демократију (НЛД) Аунг Сан Су Ћи победила на убедљивим реизборима. Затим јој је одузео власт у државном удару 2021. Од њега се очекивало да ће се кандидовати за председника Мјанмара да је војна странка, Партија солидарности и развоја (USDP), освојила довољно места у парламенту да га изабере, и да би морао да се повуче као врховни командант због законске старосне границе. Са избијањем масовних протеста против његове владавине, Мин Аунг Хлајнг је наредио сузбијање и сузбијање демонстрација, што је изазвало грађански рат који је у току.
Снаге Мина Аунга Хлајнга су користиле тактику спаљене земље у грађанском рату, укључујући ваздушне нападе на цивиле. Он је наредио погубљење истакнутих продемократских активиста, што је прва примена смртне казне у последњих неколико деценија. У фебруару 2024. активирао је мјанмарски закон о регрутацији за регрутацију 60.000 младих људи у Татмадав. У спољној политици се опирао утицају Асоцијације нација југоисточне Азијае (АСЕАН) и ослањао се на већу сарадњу са Русијом, Кином и Индијом. Као одговор на његово кршење људских права и корупцију, Мин Аунг Хлајнг и његова влада били су подвргнути широком низу међународних санкција, враћајући Мјанмару његов ранији статус парије. Индекс демократије за 2022. оценио је Мјанмар под Мином Аунгом Хлајнгом као други најауторитативнији режим на свету, док је само Авганистан оцењен као мање демократски.

## Грађански рат у Мјанмару
Након четворици активиста проекмократског одступања 24. јула 2022. године, АСЕАН-а, Хун Сен, представника УН-а и западних лидера осудио је погубљења. 7. септембра 2022. године, Мин Аунг Хлајнг састао се са руским председником Владимиром Путином на маргини економског састанка на источном економском форуму (EEF), у Владивостоку, источној Русији, када су се састали први пут од државног удара.
У јануару 2023. године, Мин Аунг Хлајнг је усвојило нови изборни закон који је имао за циљ да поставе следеће опште изборе у корист војне прокси странке, Партије солидарности и развоја уније (USDP). Он је сматран кандиидатом за председника Мјанмара на наредним председничким изборима.
Мин Аунг Хлајнг је одбио да се одрекне својих хитних овласти када су уставно постали да истичу 1. фебруара 2023. године, додатно одгађајући нове изборе.
У марту 2023. године, Мин Аунг Хлајнг је направио ретки јавни наступ на парандици о оружаним снагама наводећи да ће његова влада наставити да се бори против група отпора у земљи и њихова "дела терора". Генерал Хлајнг назвао је његове критике присталице тероризма.
Почевши од 20. јануара, више про-војних фигура осудило је Мина Аунга Хлајнга за неспособност и прекомерно само-интересовање након што је Татмадав претрпео невиђени низ пораза током рада 1027. У фебруару 2024, да се позабави питањима кашњења Татмадав, Мин Аунг Хлајнг активирао је закон о регрутовању Мјанмара први пут, са плановима за израду 60.000 младих мушкараца и жена. За мушкарци старости 18-35 и жене старости од 18 до 27 година биће обавезно да служе до пет година под ванредношћу или суочаним пет година затвора.
У марту 2024. Мин Аунг Хлајнг је тврдио да је у дан оружаних снага параде младе људе преваре да подржавају отпор против војске и оптужених "неких моћних нација" покушавајући да ометају у унутрашњу послове Мјанмара.
Док је посећивао Академију одбрамбене услуге током Тинјана, традиционалног мјанмарског новогодишњог фестивала воде, Мин Аунг Хлајнг, вођа војног државног удара, нашао се у прекривачима опасности. 14. априла 2024. године у 21:00, Мандалај Народна одбрамбена снага покренула је ракетни напад користећи ракете од 107 мм. Напад, који је циљао Војно универзитет Пин О Лин и војног технолошког универзитета, био је покушај храмара да га елиминише. Преко 20 ракета је отпуштено, а 17 њих експлодира, уско пропуштају своју мету. Овај мучни инцидент не само да је нагласио озбиљне безбедносне претње које су се суочавали савојним особљем, већ је и нагласио испарљива и напета атмосфера која је превладала у Мјанмару у том периоду, додајући у току.